# ルイ・ルジャンドル
ルイ・ルジャンドル（仏：Louis Legendre、1752年5月22日-1797年12月13日）は、フランス革命期の政治家である。

## 略歴

### フランス革命
ヴェルサイユで肉屋の息子として生まれ、10年間船乗りをしていた。革命勃発前の1789年まではパリのサンジェルマン大通りで肉屋を営んでいた。革命が始まると、ルジャンドルはバスティーユ襲撃やヴェルサイユ行進などあらゆる革命事件の先頭に立った。またジャコバン・クラブに加入し、ジョルジュ・ダントンやカミーユ・デムーランらとともにコルドリエ・クラブの創設者の一人になった。ルジャンドルは非常に有名な革命家の一人となり、1792年のシャン・ド・マルスの虐殺後は一時身を隠すことを余儀なくされた。1792年6月20日のチュイルリー宮殿襲撃および8月10日事件にも大きく貢献した。
ルジャンドルは国民公会議員に選出され、ルイ16世の処刑に賛成した。ジャン・ドニ・ランジュイネとの対立を経てジロンド派と敵対したが、派遣議員として赴いたリヨンやルーアンでは王党派やジロンド派支持者に対し穏健な行動をとった。また一時保安委員会の委員にも選出された。
1794年初頭における山岳派の内紛では、はじめ親友であるダントンを支持し、エベール派を攻撃する。3月末のダントン派の逮捕を受け、ルジャンドルは彼らに国民公会で弁明させることを提案した。だがロベスピエールに脅されたため、最終的にダントンへの支持を取り下げた。

### テルミドールのクーデター
それ以降、ルジャンドルは7月まで目立った動きをしなかった。テルミドールのクーデターにもはじめ積極的に関与しようとはしなかったが、議員たちから弾劾され一瞬言葉を失ったロベスピエールに「お前の喉を詰まらせているのはダントンの血だ！」と叫び、ロベスピエールは「臆病者め、なぜ彼を擁護しなかった？」と言い返したと言われている。 ルジャンドルはロベスピエール一派の排除とジャコバン・クラブの閉鎖において主要な役割を果たした。
クーデター後、ルジャンドルはナントで溺死刑を含む苛烈な弾圧を行ったジャン＝バティスト・カリエの処刑や公安委員会の元メンバーのベルトラン・バレールやジャック・ニコラ・ビョー＝ヴァレンヌ、ジャン＝マリー・コロー・デルボワの流刑を支持した。共和暦3年憲法の制定後、ルジャンドルは1797年に亡くなるまで元老会に在籍した。「死後も人の役に立つように」と、ルジャンドルは遺言で自身の遺体を外科学院に献体した。

## 肖像画の取り違え

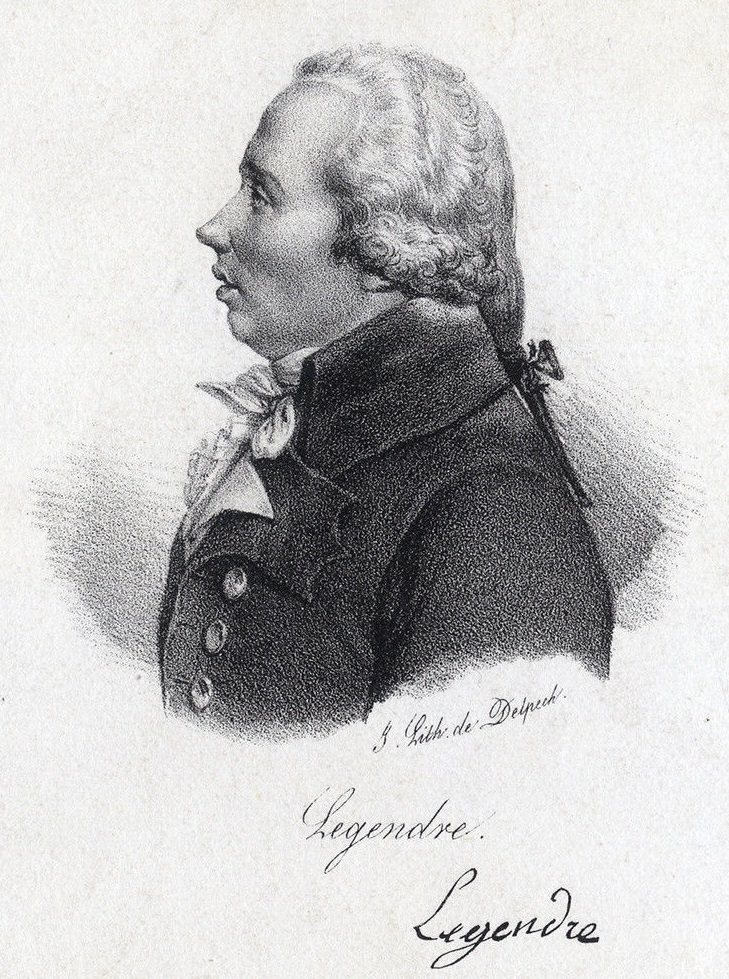
政治家ルイ・ルジャンドルの肖像。数学者アドリアン＝マリ・ルジャンドルのものであると混同されてきた。

2008年に取り違えが発覚するまで、200年もの間、ルイ・ルジャンドルの横顔を描いた肖像画は同時代を生きた数学者のアドリアン＝マリ・ルジャンドルのものであると信じられてきた。このような事態が起こったのは、絵の下に付された署名に「Legendre」としか書かれていなかったためである。